# Zenvo Automotive

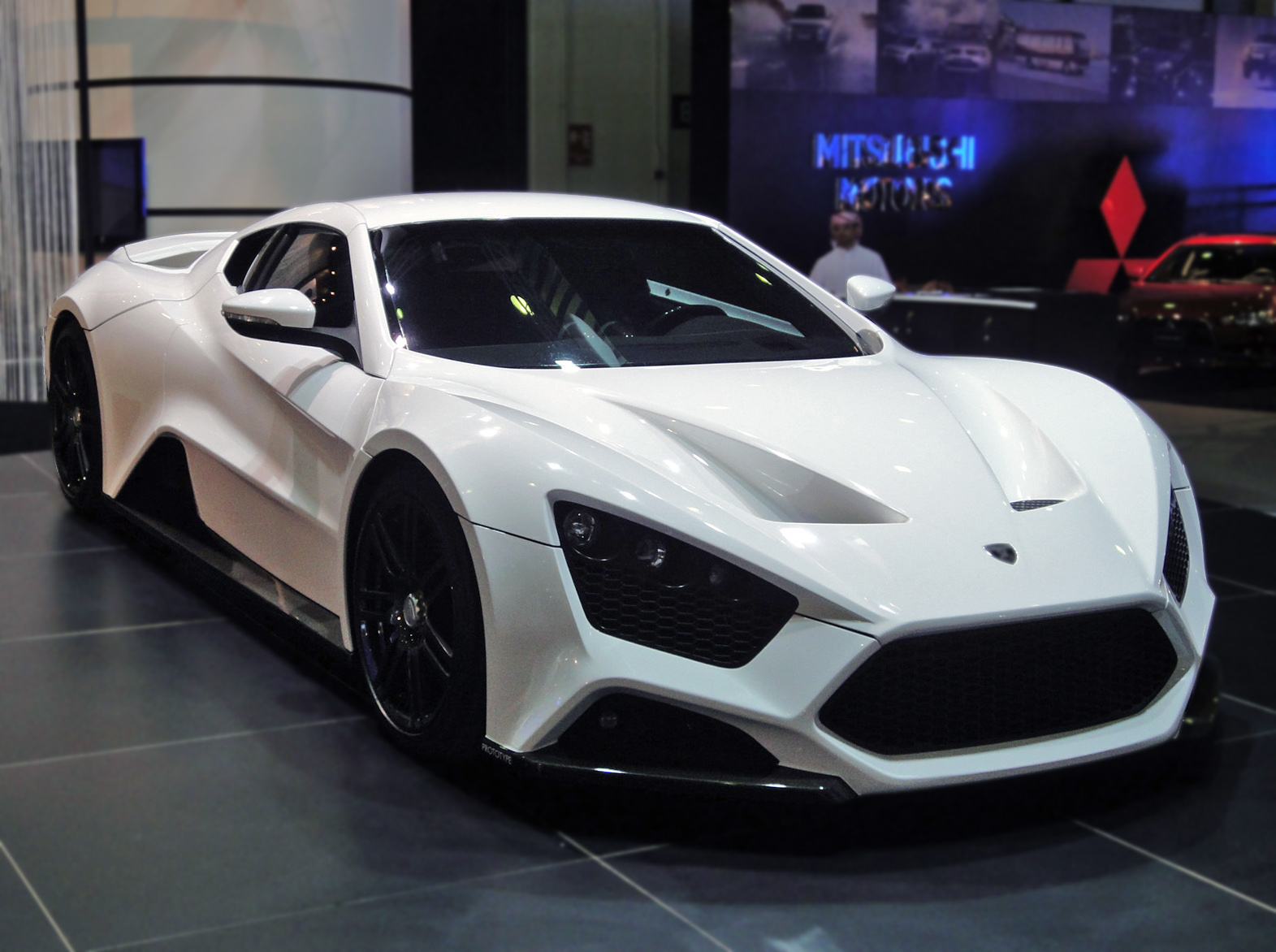
Zenvo ST1

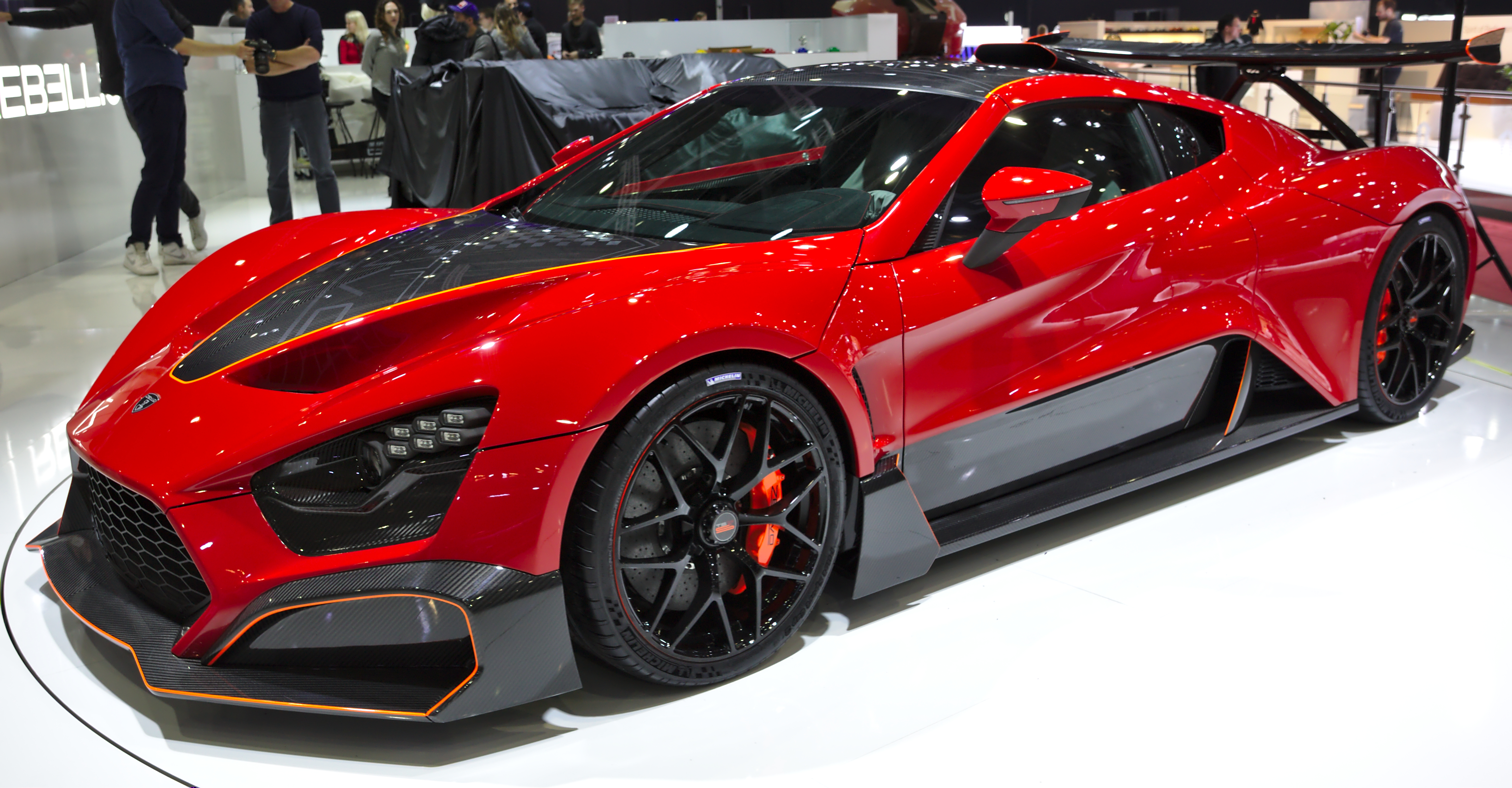
Zenvo TSR-S

Zenvo Automotive, känt som Zenvo, är en dansk biltillverkare som tillverkar lyxiga sportbilar. Företaget har sitt huvudkontor i Præstø på ön Själland. Företaget grundades 2007 av Jesper Jensen och Troels Vollertsen.
Den första prototypen, Zenvo ST-1, företagets första modell, gjorde sin debut den 22 maj 2008. Tillverkningen av en begränsad serie på upp till femton började 2011.
Zenvo introducerade en andra modell, TS1 2016 och startade produktionen av TS-linjen. Den mest populära modellen av TS-serien, TSR-S-modellen presenterades på Geneva International Motor Show 2018, superbilen har en innovativ aktiv multiaxlig Zentripetal-vinge, bilen tillverkas i en begränsad upplaga av fem enheter per år.
År 2023 företaget meddelade att de kommer att lansera en ny modell, Zenvo Aurora som drivs med en V12-motor.

## Bilmodeller
| - 2009-2016 : Zenvo ST1 - 2016-2019 : Zenvo TS1 - 2016-2019 : Zenvo TS1 GT - 2016- : Zenvo TSR - 2018- : Zenvo TSR-S - 2022- : Zenvo TSR-GT - 2023- : Zenvo Aurora |